# 南有馬町
南有馬町（みなみありまちょう）は、長崎県の島原半島にあった町。南高来郡に属した。
2006年3月31日、周辺7町と対等合併し、南島原市となり消滅した。

## 地理
島原半島の南部に位置し、南岸を島原湾に接する。
- 山：北條岳（鳳上岳）
- 河川：有馬川、田町川、菖蒲田川、深谷川、権現川、露田川、六反田川、葉山川
- 溜池：大池

### 隣接市町村
- 雲仙市
- 南高来郡
  - 加津佐町
  - 口之津町
  - 北有馬町

## 歴史
1496年（明応5年）、有馬貴純が現在の町域に原城を築城し、以後戦国時代から江戸時代初期にかけて、町名の由来ともなっている有馬氏による統治が行われる。キリシタン大名である有馬義貞とその子有馬晴信の時代にキリスト教信者が増加したが、晴信の子有馬直純は幕府の命により棄教し、キリスト教を迫害。1614年（慶長19年）に有馬氏は転封し松倉重政・松倉勝家による圧政が行われる。また一国一城令により原城は廃城となり放棄された。1637年（寛永14年）に勃発した島原の乱の際、一揆軍は放置されていた原城跡に籠城し抵抗を行ったが、幕府軍に鎮圧された。
島原の乱までは有馬村1村であったが、乱後に南有馬村・北有馬村の2村に分かれた。また、島原藩を統治し復興に取り組んだ高力忠房の政策により、1642年（寛永19年）より現在の町域に小豆島などから島民が移住してきたといわれている。

### 近現代
- 1889年（明治22年）4月1日 - 町村制施行により、南高来郡南有馬村が単独村制にて発足。
- 1932年（昭和7年）1月1日 - 南有馬村が町制施行し南有馬町となる[2]。
- 2006年（平成18年）3月31日 - 加津佐町・口之津町・北有馬町・西有家町・有家町・布津町・深江町と合併し市制施行。南島原市が発足し、南有馬町は自治体として消滅。

## 地域

### 地名
名を行政区域とする。南有馬町は1889年の町村制施行時に単独で自治体として発足したため、大字は無し。（発足当初は南有馬村）
なお、南有馬町では名の名称を十干に置き換えて表記する。
- 甲 / 吉川名
- 乙 / 大江名
- 丙 / 白木野名
- 丁 / 浦田名
- 戊 / 北岡名
- 己 / 古園名[3]

## 行政
- 町長: 松尾義博

### 町章
- 公募によって決められた。「ミナミ」を左がきに3組に読めるように円形に描き、「十」は原城の十字架を表している[4][5][6]。

## 教育

### 高等学校
- 長崎県立有馬商業高等学校[7]

### 中学校
- 有馬町立南有馬中学校

### 小学校
- 南有馬町立南有馬小学校
- 南有馬町立吉川小学校
- 南有馬町立白木野小学校
- 南有馬町立古園小学校
- 南有馬町立梅谷小学校

## 交通

### 空港
町内に空港はない。最寄り空港は長崎空港。

### 鉄道
- 島原鉄道
  - 常光寺前駅 - 浦田観音駅 - 原城駅 - 有馬吉川駅（旧町内全区間2008年3月31日限りで廃止）
中心駅は原城駅。

### バス路線

#### 一般路線バス
- 島原鉄道バス

### 道路
- 高速道路の最寄りインターチェンジは長崎自動車道諫早インターチェンジ。

#### 一般国道
- 国道251号
- 国道389号

## 名所・旧跡・観光スポット・祭事・催事
- 原城跡（国の史跡）[8]
- 吉川キリシタン墓碑[9]
- 西望公園・西望記念館
- 原城温泉「真砂」（温泉施設）
- 古野いこいの広場
- 棚田（日本の棚田100選）

## 姉妹都市・提携都市

### 国内
- 香川県小豆郡内海町（現・小豆島町）
  - 1983年3月1日姉妹町提携
上述の小豆島島内の自治体の1つ。
- 石川県石川郡鳥越村（現・白山市）
  - 1993年友好町提携
加賀一向一揆の最後の戦が行われた場所。宗教抗争の最後の戦闘が行われた地という点で南有馬町と共通性を持つ。

## 南有馬町出身の著名人
- 北村西望（彫刻家）
- 本多市郎（元国務大臣）
- 古野清孝・古野清賢兄弟（古野電気の創業者[10]。世界で初めて魚群探知機を実用化[10]。）